# ریتا کادیلاک (هنرپیشه فرانسوی)
ریتا کادیلاک (فرانسوی: Rita Cadillac‎; ۱۸ مهٔ ۱۹۳۶ – ۴ آوریل ۱۹۹۵) رقصنده، خواننده، و بازیگر سینما اهل فرانسه بود.
از فیلم‌ها یا برنامه‌های تلویزیونی که وی در آنها نقش داشته‌است می‌توان به کشتی، هر شماره‌ای می‌تواند برنده باشد اشاره کرد.